# Isidoro de Alejandría
San Isidoro de Alejandría (del griego Ἰσίδωρος [Isidoros], lit. «don de Isis»), santo egipcio nacido en el 318 y fallecido en el 404, aproximadamente. De origen griego, fue monje y asceta llamado el Hospitalario, y anacoreta en Tebaida. Fue confirmado por San Anastasio y encargado de un hospital de viajeros y pobres, de ahí su apodo. Tuvo enfrentamientos con los arrianos. Entró en conflicto con el Patriarca de Alejandría, Teófilo de Alejandría, y se unió a los monjes origenistas en el desierto de Nitria y acompañó a sus jefes a Constantinopla para solicitar la ayuda de Juan Crisóstomo. Su festividad se conmemora el 15 de enero.

## Fuente
- Salvat 4
- .Biografía y vidas.

- Datos: Q9009472